# Konsulat Generalny Rosji w Nowym Jorku
Konsulat Generalny Rosji w Nowym Jorku (Генера́льное ко́нсульство Росси́йской Федера́ции в Нью-Йо́рке, Consulate General of the Russian Federation in New York) – misja konsularna Federacji Rosyjskiej w Nowym Jorku.

## Historia
Konsulat Rosji w Nowym Jorku powołano w 1828, przenosząc jego siedzibę z Bostonu, gdzie funkcjonował do 1917. Pierwszym jego konsulem, urzędującym w latach 1828–1857, był Aleksiej G. Jewstafiew (Алексей Григорьевич Евстафьев) (1753-1857). Późniejsze dzieje konsulatu stały się istotnym elementem stosunków radziecko-amerykańskich. Po utworzeniu ZSRR dążono do reaktywowania konsulatu. Udało się to dopiero w 1934, po wcześniejszym nawiązaniu stosunków dyplomatycznych i otwarciu ambasady ZSRR w Waszyngtonie w 1933. Konsulat przetrwał okres II wojny światowej i został zamknięty w 1948 po ponownym zaostrzeniu się relacji amerykańsko-radzieckich. Od lat 60. podejmowano kroki celem ponownego otwarcia, m.in. w 1968 weszła w życie nowa umowa konsularna. Dzięki niej m.in. w 1973 reaktywowano konsulat w San Francisco, w 1975 zakupiono nowy budynek w Nowym Jorku. Przeszkodą jednak stała się radziecka interwencja w Afganistanie. Ostatecznie konsulat po raz kolejny otwarto dopiero w 1994.
W okresach, kiedy urząd konsularny w Nowym Jorku nie funkcjonował, pewne, choć ograniczone jego funkcje de facto pełniły kolejno - w latach 1919-1921 Biuro Radzieckie (Russian Soviet Government Bureau, Soviet Bureau, Русское советское правительственное бюро), 1924-1934 radziecka spółka handlowa Amtorg, zaś w latach 1948–1995 stałe przedstawicielstwa - ZSRR a następnie Rosji przy ONZ.

## Siedziba
Początkowo konsulat Rosji w Nowym Jorku umieszczono przy Bleecker Street 92 (1829), następnie przy Broome St. 426 (1832-1834), Beekman St. 27 (1835), Broome St. 505 (1836-1840), Broad St. 56 (1842), Fourth St. 407 (1844-1846), Tenth St. 107 (1847-1853), Fourth Ave. 260 (1854-1857), Broadway 7 (1859-1862), Exchange Pl. 50 (1864-1865), Exchange Pl. 52 (1872-1878), Broadway 31 (1881-1883), State St. 24 (1898), Broadway 68 (1904), Washington Sq. 22 (1910-1915). 
Konsulat ZSRR mieścił się w rezydencji John T. Pratt Mansion przy East 61st St. 7-9 (1933-1948), obecnie nie zachowała się, zaś współczesnej Rosji w budynku w stylu renesansowym (proj. Carrère i Hastings) Johna Henry'ego Hammonda, bankiera z Nowego Jorku z 1903 przy East 91st St. 9 (1994-).